# 삿토 밀약

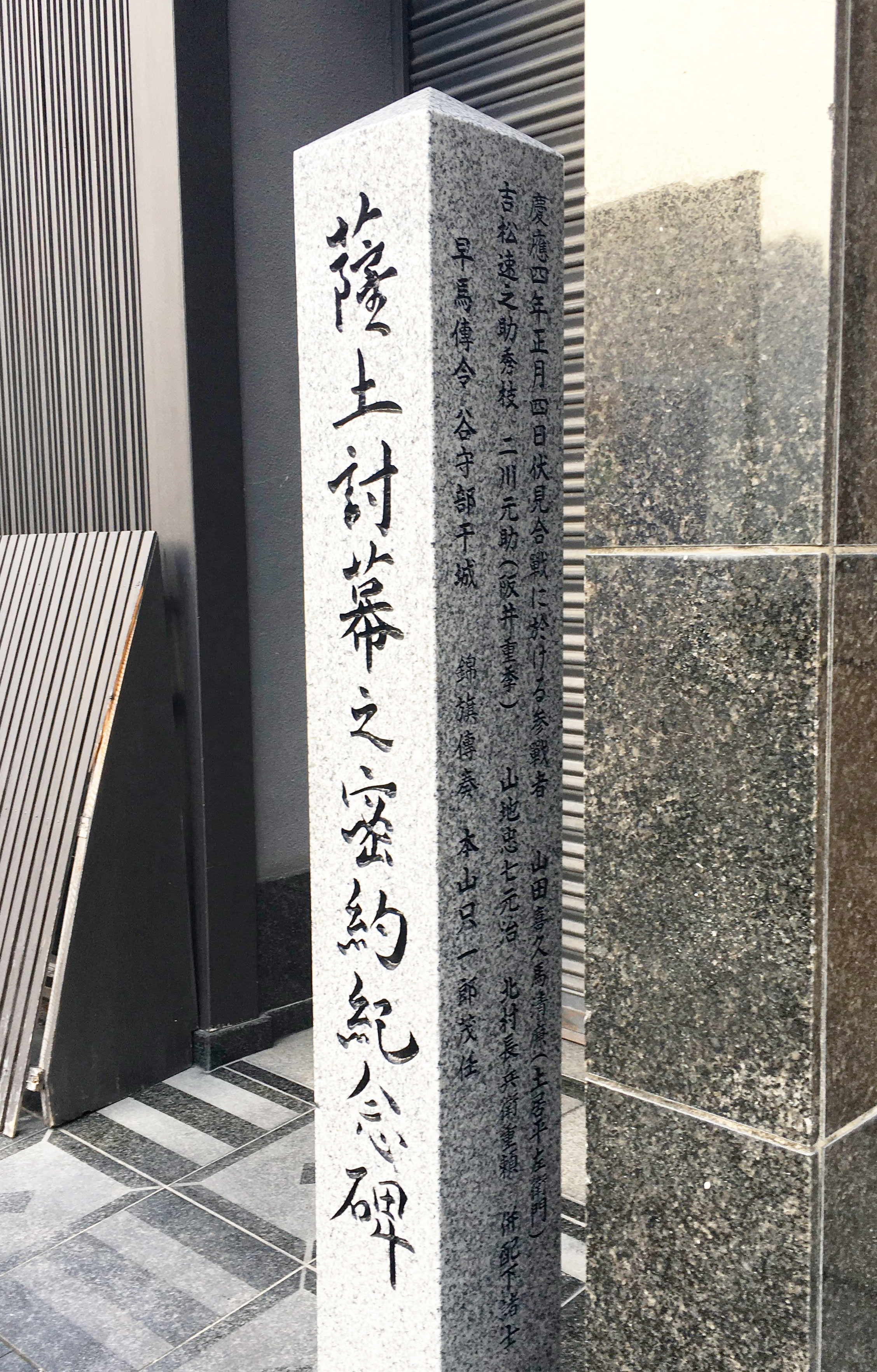
삿토토막지밀약기념비(薩土討幕之密約紀念碑)
밀약이 체결되기 전 단계로써 교토 '근안루(近安樓)에서 회견을 가진 것을 기념하는 비석.
교토시 히가시야마구(기온)

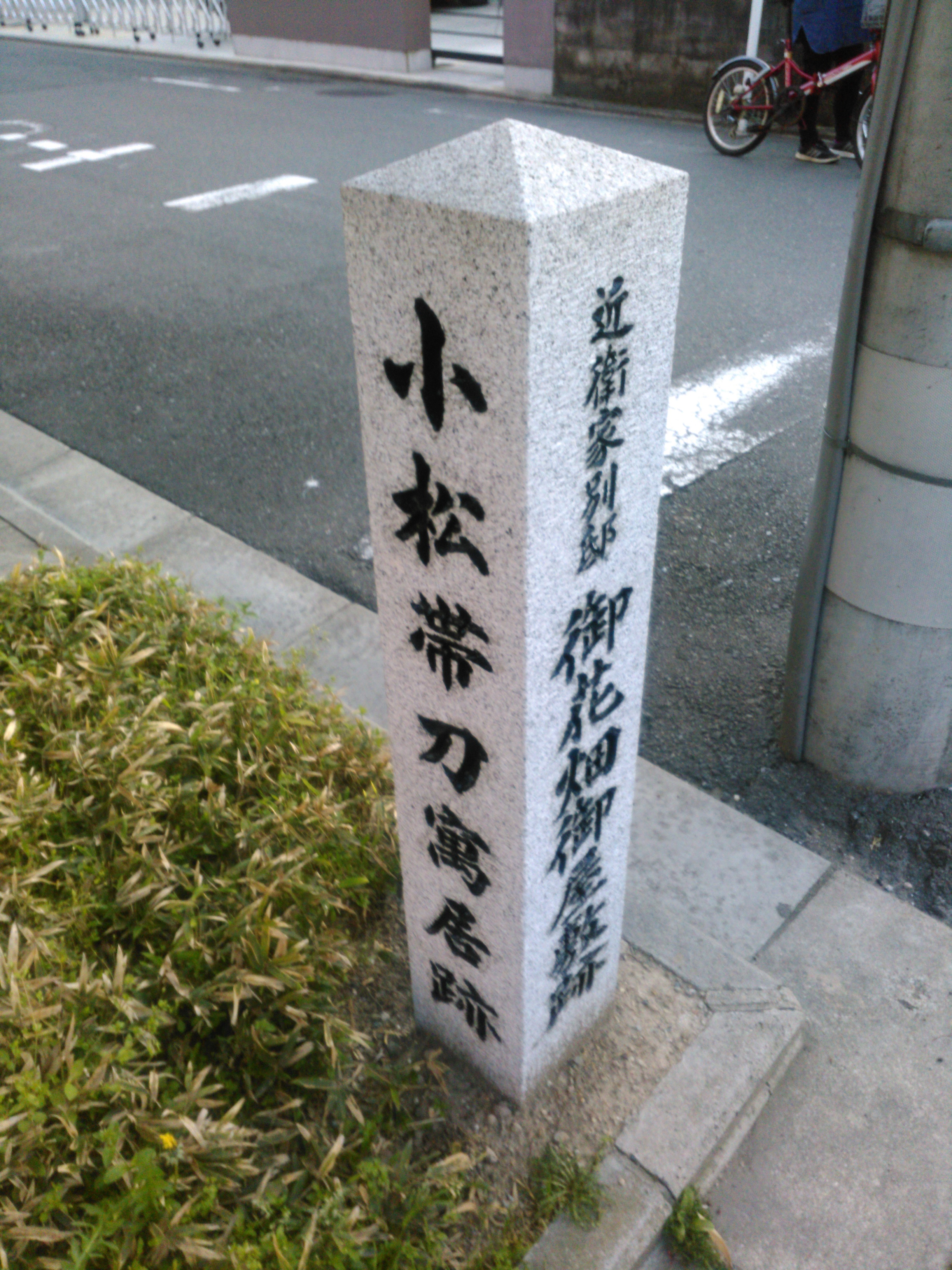
밀약이 체결된 장소에 세운 비석. 고마쓰 다테와키 가옥터(교토시 가미교구)

삿토 밀약(薩土密約, さっとみつやく) 혹은 사쓰도 밀약(薩土密約, さつどみつやく)은 에도 시대 후기, 1867년 6월 23일 사쓰마번과 도사번이 무력 토막을 위해 교토의 고마쓰 다테와키 가옥에서 맺은 군사 동맹이다. '삿토 동맹'이라고도 하지만, 그 성질이 다른 '삿토 맹약'도 '삿토 동맹'으로 부르기 때문에 구분을 위해 삿토 토막의 밀약이라고도 부른다.

## 개요
삿토 밀약은 도사번사가 도바·후시미 전투에 참전하는 근거가 된 밀약이다. 또한 이것이 원인이 되어 시작된 보신 전쟁에서도 도사번의 참전을 확약하여 관군의 승리에 공헌하였다.
삿토 맹약은 도사번의 공의정체파(公議政体派)를 통해사쓰마번에 제안한 맹약으로, 온화한 수단으로의 동맹을 추구했다. 이것은 삿토 밀약과는 성질이 전혀 다르다.

### 내용주
1. ↑  막말 게이오 3년 음력 5월 21일
2. ↑  고마쓰 다테와키는 고마쓰 기요카도로도 부른다. 교토시 가미교구에 위치한 그의 사저, 근위가별저·오하나바타케야시키(近衛家別邸·御花畑屋敷)는 시마즈가(島津家)가 빌린 것이다.
3. ↑  藩士, 번에 속하는 무사.

### 참조주
1. 1 2  “『板垣精神』”. 一般社団法人 板垣退助先生顕彰会. 2019년 2월 11일. 2019년 9월 10일에 확인함.

## 참고 문헌
- 『大政返上建議前、予(板垣退助)が西郷君に於ける討幕の密約』板垣退助著(所収『史学雑誌』19-9、19-20頁)
- 『中岡慎太郎先生』尾崎卓爾著（1927年/復刻版、マツノ書店、2010年）
- 『中岡慎太郎全集』宮地佐一郎著、勁草書房、1991年6月
- 『中岡慎太郎 維新の周旋家』宮地佐一郎著、中公新書、1993年8月25日
- 池田敬正 (1972년 3월). “京都養正社所蔵 坂本龍馬書状について”. 《社會問題研究》 (大阪社会事業短期大学社会問題研究会) 21 (3･4): 108–115. doi:10.24729/00003872. hdl:10466/7168. ISSN 0912-4640.
- 池田敬正 (1976년 6월). “慶応3年7月22日付 : 中岡慎太郎について”. 《社會問題研究》 (大阪社会事業短期大学社会問題研究会) 26 (1･2･3･4): 1–9. doi:10.24729/00003782. hdl:10466/7250. ISSN 0912-4640.
- 『板垣退助君戊辰戦略』上田仙吉編、明治15年刊（一般社団法人板垣退助先生顕彰会再編復刻）
- 『板垣精神』一般社団法人 板垣退助先生顕彰会 編纂、2019年、ISBN 978-4-86522-183-1 C0023
- 『子爵谷干城傳』平尾道雄著、冨山房、昭和10年（1935年）
- 『史実参照木戸松菊公逸話』有朋堂書店、昭和10年（1935年）4月18日
- 『「薩土討幕の密約」を結び土佐藩の軍備を近代化した板垣退助。明治の自由民権運動以前の幕末の活躍とは?』デジスタイル京都、令和5年（2023年）1月27日号

## 같이 보기
- 삿초 동맹
- 토막 운동
- 관군